# Фарр-Джонс, Ник
Николас Кэмпбелл Фарр-Джонс AM (англ. Nicholas Campbell Farr-Jones, родился 18 апреля 1962 года в Сиднее) — австралийский регбист, выступавший на позиции скрам-хава, чемпион мира 1991 года в составе сборной Австралии и капитан той сборной. Является сотрудником Taurus Funds Management, комментирует матчи на телеканале UK Sky Sports; председатель Регбийного союза Нового Южного Уэльса.

## Ранние годы
Учился в Ньюингтонском колледже в 1974—1979 годах и колледже Святого Андрея при Сиднейском университете в 1980—1985 годах, изучал там право. Дебютировал в регби за команду Сиднейского университета, в 1984 году впервые провёл встречу за сборную Нового Южного Уэльса.

## Регбийная карьера
Дебютную игру за сборную Австралии он провёл 3 ноября 1984 года против сборной Англии на стадионе «Туикенем», в которой австралийцы одержали победу со счётом 19:3. Первую попытку занёс 8 декабря того же года в зачётную зону сборной Шотландии. В 1986 году участвовал в розыгрыше Кубка Бледислоу, в котором австралийцы победили сборную Новой Зеландии, а также попал в заявку на два матча в составе сборной мира: против «Британских львов» 16 апреля (в основном составе) и Пяти наций 19 апреля (в запасе).
В 1987 году выступил на первом в истории чемпионате мира в Новой Зеландии: австралийцы вышли в полуфинал, где проиграли Франции после попытки, занесённой в конце встречи фулбэком Сержем Бланко. Фарр-Джонс был разочарован результатом выступления Австралии на чемпионате мира, но не покинул сборную, рассчитывая выиграть следующий Кубок мира. В 1988 году он стал капитаном сборной Австралии: команда, однако, потерпела поражение в розыгрыше Кубка Бледислоу в том году, а через год проиграла «Британским львам» серию, причём в одной из встреч ему наступил на правую ногу Роберт Джонс, которую Ник уже успел травмировать. В 1990 году в розыгрыше Кубка Бледислоу австралийцы проиграли оба матча, вследствие чего был поставлен вопрос о лишении Фарра-Джонса капитанской повязки, однако в третьем матче команда победила 21:9 в Веллингтоне, а Фарр-Джонс после победы совершил заплыв голышом в Веллингтонской гавани.
28 марта 1990 года Ник Фарр-Джонс сыграл один матч за команду Сиднея (регбийный союз Сиднея) против сборной СССР и во время матча получил перелом челюсти в стычке с Александром Бычковым. Один из болельщиков, 36-летний Крэйг Моран (англ. Craig Moran) из Лугарно, работавший консультантом в предприятии в области компьютерной индустрии, был возмущён подобным поступком и написал жалобу президенту СССР Михаилу Горбачёву. В ответном письме от имени главы Федерации регби СССР Владимира Ильюшина были принесены извинения, а также поступили сообщения о том, что со своего поста был уволен тренер сборной Виктор Масюра, а Александр Бычков и Игорь Хохлов были исключены из состава сборной.
В 1991 году розыгрыш Кубка Бледислоу завершился вничью, однако австралийцы подходили к Кубку мира в хорошей форме. Австралийцы выиграли групповой этап, однако Фарр-Джонс получил травму колена по ходу турнира, пропустив матч группового этапа против Самоа, а в четвертьфинале против Ирландии ушёл с поля из-за обострения боли. Восьмой номер ирландцев Гордон Хэмилтон занёс за 4 минуты до конца основного времени попытку, вследствие чего, по словам современников, у многих австралийских болельщиков случилась истерика. Однако Австралия сумела вырвать победу со счётом 19:18 благодаря рывку Майкла Лайна, который умело сыграл ногами и занёс 4-очковую попытку. Четвертьфинал стал известен как «Великий побег» в истории австралийского регби. В полуфинале австралийцы победили сборную Новой Зеландии, действовавшего чемпиона мира, а Фарр-Джонс вернулся в основной состав: попытки занесли Дэвид Кампезе и Тим Хоран. В финале австралийцы победили английскую сборную, лидером которой был Роб Эндрю, и завоевали титул чемпионов мира: лидерские качества Ника Фарра-Джонса во многом помогли команде одержать победу. Он как капитан команды принял из рук королевы Елизаветы II Кубок Уэбба Эллиса и поднял его над головой: по его словам, получение этого Кубка было сопоставимо с вручением Кубка Англии по футболу капитану команды-победительницы. Считается, что перед финалом Фарр-Джонс сказал своей команде: «Нам нужно захватывать новозеландцев, и даже если у нас покраснеют плечи, нельзя их выпускать».
В 1992 году Фарр-Джонс помог команде выиграть Кубок Бледислоу и победить новозеландцев, а также обыграть сборную ЮАР в серии тест-матчей. Последнюю игру он провёл 21 августа 1993 года против ЮАР в Сиднее. Всего Фарр-Джонс сыграл 63 матча за сборную Австралии, в том числе 36 как капитан, занёс 9 попыток (37 очков — 8 попыток стоимостью 4 очка и одна стоимостью 5 очков после изменений в правилах регби). С Майклом Лайна, выступавшим на позиции флай-хава, сыграл вместе 47 тест-матчей; также он провёл 46 матчей с Дэвидом Кампезе, сыгравшим за сборную 64 встречи.

## Стиль игры
Фарр-Джонс играл в связке не только с Майклом Лайна, но и с Тимом Хораном и Дэвидом Кампезе: трио Фарр-Джонс — Лайна — Кампезе получило от австралийцев шутливое прозвище «святой троицы» (англ. holy trinity). Нередко исход матча решали удачные пасы Фарра-Джонса, однако ключевую роль в победах австралийцев играли его хладнокровие и лидерские качества.

## Личная жизнь
Ник Фарр-Джонс женат, у него четверо детей. Называет себя верующим христианином, неоднократно в публичных выступлениях говорил о вере. В 2010 году Либеральная партия Австралии пыталась выдвинуть Фарр-Джонса на парламентские выборы от округа Уэнтуорт.

## Достижения

### Государственные награды
- 1992: Член ордена Австралии — за заслуги перед регби[13]
- 2001: Медаль Столетия — за заслуги перед австралийским обществом в регби[14]

### Членства
- 1999: член Международного регбийного зала славы
- 2008: член зала Австралийского регбийного союза
- 2011: член зала славы IRB[англ.] (включён как капитан сборной-чемпиона мира 1991 года)[15]